# Regina Leader-Post
Le Leader-Post est un quotidien local de Regina, en Saskatchewan (Canada) qui appartient à Canwest.

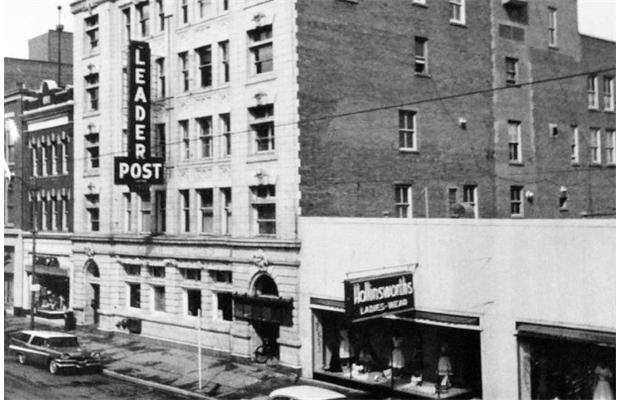
Le siège du journal en 1967.

Le journal fut fondé par Nicholas Flood Davin sous le nom de The Leader en 1883. D'abord publié sur une base hebdomadaire par Davin, il fusionna avec un autre journal, le Regina Evening Post et continua à publier les deux journaux quotidiennement avant de les consolider sous le titre The Leader-Post. D'autres journaux furent également absorbés par le Leader-Post, dont le Regina Daily Star et The Province.
En 1995, le Leader-Post créa une version électronique du journal pour que les abonnés puissent lire leur journal en ligne. Les abonnés aux versions papier et électronique jouissent également d'un accès exclusif à du contenu internet inaccessible aux non-abonnés.
Plus tard cette année, le journal et son jumeau, le StarPhoenix de Saskatoon, furent achetés par Hollinger Inc., une compagnie alors dirigée par le baron de la presse canadienne Conrad Black. En moins de trois mois, le nombre d'employés aux deux journaux avait été réduit d'un quart ; ces coupures devinrent une « cause célèbre » du journalisme canadien.
La compagnie de Black se délesta subséquemment du Leader-Post ainsi que de la plupart des autres médias qu'elle possédait lorsque Black renonça à sa citoyenneté canadienne.